# 额河杨
额河杨（学名：Populus × jrtyschensis）为杨柳科杨属的植物，是中国的特有植物。分布于中国大陆的新疆等地，生长于海拔500米至1,300米的地区，一般生长在林中空地、林缘或沿河沙丘，目前尚未由人工引种栽培。